# Jane Eyre
 For alternative betydninger, se Jane Eyre (flertydig). (Se også artikler, som begynder med Jane Eyre)
Jane Eyre er en roman fra 1847 af den engelske forfatter Charlotte Brontë. Af frygt for anmeldernes diskriminering udgav hun den først under det mandlige pseudonym Currer Bell. Den blev en succes og blev anset for at være "dristig" og udkom i flere oplag. Da rygterne om forfatterens identitet blev mere og mere fantasifulde, dristede Brontë sig til at stå frem.

## Handling
Romanen skildrer en forældreløs kvindes opvækst og voksenliv. Jane Eyre ansættes som huslærer hos den bryske Edward Rochester, som hun forelsker sig i, men forlader, da hun opdager, at han stadig er gift, men holder sin sindssyge kone indespærret på herregården Thornfield. Efter at ekshustruen brænder godset ned, blinder Edward og tager sit eget liv, vender Jane tilbage og gifter sig med ham. På engelsk udtales Janes efternavn ligesom heir (= arving). Og Jane bliver da også arving til en formue, og er udstyret med disse penge, da hun vender tilbage til Thornfield og finder det forvandlet til en brandruin, mens Rochester sidder forarmet og blind i en hytte.
Jane Eyres egenskaber passer godt til victoriatidens kvindesyn - bortset fra, at hun ikke er køn. Som barn hører hun adoptivfamiliens tjenere sige, at familien nok havde behandlet det forældreløse barn bedre, hvis hun havde haft et kønnere udseende. For Jane Eyre falder det naturligt, at omgivelserne overser en uskøn pige. For moderne mennesker er det sværere at leve sig ind i hendes syn på samliv og moral. Jane flygter fra Rochester, da hun indser, at hun enten må leve sammen med den mand, hun elsker, i synd - eller slet ikke. En kvindes valgfrihed var langt snævrere end nu, og hvert valg derfor af langt større vigtighed. Sigrid Undset skrev, at Jane Eyre "stirrer klarøjet og rolig ned i drifternes brændende helvede", og at victoriatidens opdragere anså menneskesjælens hovmod som uhelbredeligt. "Hver eneste lille ubetydelige pige fik fred i sin forestilling om, at hendes hviskende "ja" eller "nej" blev hørt i universets centrum, og hendes dyder og udyder, hendes sejre og nederlag var af betydning hinsides stjernerne."

## Genre
Et hovedtema i romanen er Janes evne til at tåle og tie. Ingen af de flinke mennesker, hun møder efter bruddet med Rochester, slipper til i hendes hjertes inderste. Hendes evne til at lukke sit hjerte har et islæt af barnlig patos. Og den voksne Jane Eyre, som Rochester forelsker sig i, har en erotisk udstråling bestående af viljestyrke og sandfærdighed, kombineret med en rørende, pigeagtig generthed. Romanen bærer tydeligt præg af gotisk roman i Ann Radcliffes stil, men er også et første skridt i retning af realismen og victoriatidens litteratur.

## Selvbiografiske træk
I en samtale med sine søstre om, hvad der udgør en heltindeskikkelse, skal Charlotte Brontë have sagt: "Jeg skal vise jer en heltinde ligeså ordinær og lille som mig selv, men lige så interessant som nogen af jeres." Jane Eyre er ingen selvbiografi, men Brontë drager utvivlsomt nytte af egne erfaringer. John Reed er baseret på blandt andre sønnerne i Sidgwick-familien, hvor hun var guvernante. Janes forfærdelige år i Lowood Institution er bygget over Brontës ophold ved Cowan Bridge-skolen, dog mindre "udpræget skrækkelig". Den stoiske Helen Burns er et portræt af Brontës søster Maria, som døde 11 år gammel; de andre søstre - Emily og Anne - er også med i bogen, som Diana og Mary Rivers. Skildringen af fru Rochesters sindssygdom kan være inspireret af Charlotte Brontës besøg på North Lees Hall, hvor husets frue skal være gået fra forstanden og blev holdt på et polstret værelse, hvor hun omkom i en brand. Man behøver dog ikke at gå længere end til Brontës bror Branwell, der holdt familien vågen om natten med sin højlydte fortvivlelse over tabet af en tidligere kæreste, og skal have sat ild til sin egen seng.

## Inspiration
I 1839 besøgte Charlotte Brontë landsbyen Norton Conyers og hørte sagnet om den sindssyge kvinde, der blev holdt indespærret på loftet en gang i 1700-tallet. Det er foreslået, at historien satte hende på historien om fru Rochester i Jane Eyre, mens husets interiør gengives i hendes beskrivelse af romanens Thornfield Hall. I 2004 genfandt ejerne, ægteparret Graham, en aflukket trappe, der forbinder første sal med loftet, sådan som det beskrives i bogen.
Da Grahams bankede på træpanelet i området, hvor trappetrinnene befinder sig i romanen, hørte de en hul lyd. De løftede så gulvplankerne i loftet over, og opdagede den øverste del af en smal trappe med 13 trin. Lady Graham sagde, at de havde håbet at finde Norton Conyers-skatten af guld og juveler, som ifølge et familiesagn blev skjult under borgerkrigen. Nederst i trappen var en dør med en mekanisme, der sikrede, at den altid lukkede sig efter brug. Sir James sagde, at trappen er så smal, at man ikke udefra kan gætte, at der er noget bag væggen. Døren nederst var oprindelig synlig, bestemt også på den tid, da Charlotte Bronte kom på besøg; men den blev skjult, da væggen blev klædt med panel en gang i 1880'erne. Grahams har ikke kunnet finde ud af, hvem den indespærrede kvinde kan have været. Lady Graham har gættet på, at kvinden måske slet ikke var sindssyg, men en epileptiker, eller måske bare havde fået et barn udenfor ægteskab.

## Inspiration for andre
Jean Rhys udgav i 1966 romanen Wide Sargasso Sea om den første fru Rochester, hvor hun kommer fra Karibien, savner sit hjemland, mister alt det, hun holder af - også sin mands kærlihed - om omkommer i den brand, hun selv har antændt.
Som barn spærres Jane Eyre som straf inde i et rødt værelse, hvor der angiveligt huserer et spøgelse. Det mystiske REDRUM (dvs. murder stavet baglængs) i gyseren The Shining er muligvis Stanley Kubricks nik til Janes røde rum.

## Filmatisering
Bogen er filmatiseret omkring 20 gange. Jane Eyre fra 1934 var den første udgave, som brugte lyd. I 1943-versionen af Orson Welles havde Elizabeth Taylor rollen som Janes veninde. I 1996-versionen af Franco Zeffirelli spillede Anna Paquin rollen som Jane Eyre som barn og Charlotte Gainsbourg den voksne Jane. I Cary Fukunagas film fra 2011 spilles hovedrollerne af Mia Wasikowska og Michael Fassbender.